# باسكال أوزوالد
باسكال أوزوالد هو متزلج صدري سويسري، ولد في 11 فبراير 1980 في Müstair ‏ في سويسرا.

## وصلات خارجية
- باسكال أوزوالد على موقع IBSF (الإنجليزية)
- باسكال أوزوالد على موقع أوليمبيديا (الإنجليزية)